# Robert Fowler
Robert Arthur „Bob” Fowler  (ur. 18 września 1882 w Trinity, zm. 8 października 1957 w Medford) – amerykański lekkoatleta pochodzenia kanadyjskiego, uczestnik igrzysk olimpijskich w Saint Louis w 1904. i olimpiady letniej w 1906.
Fowler był Kanadyjczykiem. W 1898 r. przybył do Stanów Zjednoczonych i zamieszkał w Bostonie.

## Występy na igrzyskach olimpijskich  i międzyolimpijskich
Fowler wystartował tylko raz na igrzyskach olimpijskich w 1904. Wziął udział w maratonie. Zmagania biegaczy miały miejsce 30 sierpnia 1904. Fowler nie ukończył biegu.
Fowler wziął także udział w Olimpiadzie Letniej zorganizowanej w Grecji na uczczenie 10 rocznicy igrzysk olimpijskich z 1896.  Wystartował w maratonie. Zmagania biegaczy miał miejsce 1 maja 1906. Długość maratonu wyniosła 41,860 km. Fowler nie ukończył biegu.

## Rekord świata
1 stycznia 1909 w Yonkers ustanowił nieoficjalny rekord świata w maratonie uzyskując czas 2:52:45,4. Był to najlepszy wynik w jego karierze.